# Notazione per parti
In ambito scientifico, la notazione per parti è un modo di indicare una quantità rispetto al totale. Siccome queste porzioni sono rapporti di quantità, le diverse espressioni che fanno parte della notazione, sono adimensionali, senza associazione ad alcuna unità di misura. Le espressioni della notazione per parti non appartengono al sistema internazionale delle unità di misura.

## Utilizzi
La notazione per parti viene spesso utilizzata in chimica per descrivere soluzioni diluite, ad esempio specificando l'abbondanza relativa di minerali o inquinanti presenti nell'acqua. La quantità "1 ppm" ad esempio, può essere utilizzata per quantificare un inquinante presente nell'acqua. Quando si lavora con soluzioni acquose, è comune presumere che la densità dell'acqua sia 1 g/mL. Pertanto, è comune equiparare 1 kg di acqua con 1 L di acqua. Di conseguenza, 1 ppm corrisponde a 1 mg di inquinante per ogni litro d'acqua.
Allo stesso modo, la notazione parti per viene utilizzata anche in fisica e ingegneria per esprimere il valore di vari fenomeni proporzionali. Ad esempio, una lega metallica potrebbe dilatarsi di 1,2 micrometri per metro di lunghezza per ogni grado Celsius che si aggiunge. Questo sarebbe espresso come α = 1,2 ppm/°C. La notazione per parti viene utilizzata anche per denotare l'incertezza nelle misurazioni. Ad esempio, la precisione delle misurazioni della distanza di rilevamento del terreno quando si utilizza un telemetro potrebbe essere di 1 mm per ogni km di distanza; questo potrebbe essere espresso come "Precisione = 1 ppm".
Le notazioni per parti sono tutte quantità adimensionali: nelle espressioni matematiche, le unità di misura si annullano sempre. Quando le notazioni per parti vengono utilizzate nella prosa regolare prendono il significato letterale di "parti per" di un rapporto comparativo (ad esempio "2 ppb" sarebbe generalmente interpretato come "due parti in un miliardo di parti"). Le notazioni per parti possono essere espresse in termini di qualsiasi unità della stessa misura. Ad esempio, il coefficiente di dilatazione termica di una certa lega di ottone, α = 18,7 ppm/°C, può essere espresso come 18,7 (μm/m)/°C, o come 18,7 (μin/in)/°C; il valore numerico che rappresenta una proporzione relativa non cambia con l'adozione di una diversa unità di lunghezza. Allo stesso modo, una pompa che inietta un materiale, lo fa a una velocità che può essere espressa in una varietà di unità volumetriche, tra cui 125 μL/L, 125 μgal/gal, 125 cm3/m3, ecc.

## Espressioni per parti
- Parti per cento, dette anche parti percentuali, o più semplicemente solo percento, è l'espressione per parti più comune anche nel linguaggio non scientifico. Rappresentano le parti su 102 e sono indicate col simbolo %. Esempi di questa notazione sono 15 minuti in un giorno (1%), o il numero di abitanti della regione Basilicata rispetto a tutti gli italiani (1% circa).[1]
- Parti per mille, dette anche semplicemente permille, rappresentano le parti su 103 e sono indicate col simbolo ‰. Esempi di questa notazione sono 30 secondi in un giorno (1‰), o la concentrazione di sale nel mare (36‰, cioè 36 grammi di sale in 1000 grammi di acqua).[2]
- Parti per diecimila. Rappresentano le parti su 104 e sono indicate col simbolo ‱. Esempi di questa notazione sono ricorrenti in finanza, dove assumono una nomenclatura differente, ossia i punti base. La variazione annua di un tasso di interesse da 5,35% a 5,55% rappresentano una variazione di 20 punti base, o del 20‱.
- Parti per centomila, rappresentano le parti su 105 e sono indicate con l'abbreviazione pcm. Esempi di questa notazione sono ricorrenti in epidemiologia per indicare la mortalità di una malattia scarsamente trasmissibile, o anche in ingegneria nucleare per indicare la reattività di un reattore. Un esempio pratico di 1 pcm è la corrispondenza di 5 minuti in 1 anno.
- Parti per milione, rappresentano le parti su 106 e sono indicate con l'abbreviazione ppm (dall'inglese parts per million). Esempi di questa notazione sono ricorrenti in chimica, dove si usano per indicare la quantità di un sostanza presente in tracce rispetto all'atmosfera, alle acque o a porzioni di suolo. 1 ppm corrisponde alla quantità di kripton in atmosfera, oppure a 32 secondi in un anno.
- Parti per miliardo, rappresentano le parti su 109 e sono indicate con l'abbreviazione ppb (dall'inglese parts per billion). Esempi di questa notazione sono la quantità di xeno in atmosfera (80 ppb) o 8 persone rispetto alla popolazione terrestre (1 ppb).
- Parti per bilione, rappresentano le parti su 1012 e sono indicate con l'abbreviazione ppt (dall'inglese parts per trillion). Esempi di questa notazione sono quasi esclusive della matematica e dell'informatica: ad esempio 1 ppt corrisponde ad 1 byte rispetto ad un Terabyte.
- Parti per biliardo, rappresentano le parti su 1015 e sono indicate con l'abbreviazione ppq (dall'inglese parts per quadrillion). Esempi di questa notazione sono 2 minuti rispetto alla vita della terra (1 ppq, ossia 2 minuti rispetto a 4,5 miliardi di anni).

## Critiche
Sebbene il Bureau international des poids et mesures (l'organizzazione internazionale di standardizzazione, abbreviato BIPM) riconosca l'uso della notazione per parti, non la accetta formalmente come parte integrante del sistema internazionale delle unità di misura (SI). Si noti che sebbene la percentuale (%) non faccia parte dell'IS, sia il BIPM che l'Organizzazione internazionale per la standardizzazione (ISO) ritengono che nelle espressioni matematiche, il simbolo % possa essere utilizzato per rappresentare il numero 0,01 per quantità adimensionali.
La notazione per parti rimane comunque ampiamente utilizzata nelle discipline tecniche, come la chimica analitica. I principali problemi con la notazione parti per parti sono illustrati di seguito.

### Scale lunghe e scale corte

Distribuzione delle scale di denominazione dei numeri nel mondo. Celeste: scala lunga. Giallo: scala corta. Verde: entrambe in uso. Viola: sistemi di denominazione alternativi.

Non tutti i paesi del mondo adottano lo stesso linguaggio per nominare i numeri superiori al milione (106). Nei paesi anglofoni, slavi, arabi e in Brasile si utilizza la scala corta di denominazione dei numeri. Significa che: per 106 utilizzano la parola million (e le sue traduzioni), per 109 la parola billion, per 1012 trillion, per 1015 quadrillion, e così via.
Nei paesi di lingua neolatina come quasi tutta l'Europa continentale, l'America meridionale (eccetto il Brasile), l'America centrale e in Messico, oltre che in alcuni paesi africani, si utilizza la scala lunga. Significa che: per 106 si usa la parola milione (e le sue traduzioni), per 109 la parola miliardo, per 1012 bilione, per 1015 biliardo, e così via.
Ciascuno dei paesi dell'estremo oriente inoltre, ha un proprio sistema di denominazione dei numeri.
Ciò implica che per la quantità 109 e superiori si viene a creare una confusione di termini che dipende dal linguaggio utilizzato. Il National Institute of Standards and Technology (NIST) degli Stati Uniti assume una posizione rigorosa, affermando che "i termini dipendenti dalla lingua non sono accettabili per l'uso con il SI per esprimere i valori delle quantità".

### Migliaia e bilioni
Anche utilizzando il linguaggio internazionale, la lingua inglese, la parola per le migliaia (thousand) e quella per i bilioni (trillion) iniziano entrambe con la lettera T e l'abbreviazione ppt (parts per trillion) diventa confondibile.

### Frazione di massa, frazione molare e frazione di volume
Un altro problema della notazione per parti è che può riferirsi a frazioni di massa, frazioni molari e frazioni di volume. Poiché di solito non viene indicato quale tra queste quantità viene utilizzata, è meglio scrivere l'unità in notazione per parti seguita da kg/kg (per le frazioni massiche), mol/mol (per le frazioni molari) o m3/m3 (per le frazioni volumiche), anche se sono tutte adimensionali. La differenza è abbastanza significativa quando si tratta di gas ed è molto importante specificare quale quantità viene utilizzata. Ad esempio, 1 ppb in frazione di massa per il gas serra CFC-11 è 4,7 volte più grande di 1 ppb in frazione molare rispetto all'atmosfera.
Per la frazione di volume, il suffisso "V" o "v" viene talvolta aggiunto alle espressioni per parti (ad esempio ppmV, ppbV, pptV). Sfortunatamente, ppbV e pptV sono spesso usati anche per le frazioni molari (che è identica alla frazione in volume solo per i gas ideali). Per distinguere la frazione di massa dalla frazione in volume o dalla frazione molare, la lettera "w" (che sta per peso dall'inglese weight) viene talvolta aggiunta all'abbreviazione (ad es. ppmw, ppbw).